# اپیولوپیسوم فیشلسونی
اپیولوپیسوم فیشلسونی یا "اپیولو" یک گونه از باکتریهای گرم مثبت است که با جراح ماهی رابطهٔ همزیستی دارد. این باکتری‌ها به دلیل اندازه بزرگ، از ۲۰۰ الی ۷۰۰ میکرومتر، شناخته شده هستند. قبل از کشف تیومارگاریتا نامیبینسیس در سال ۱۹۹۹ آن‌ها بزرگترین باکتری‌های شناخته شده بودند. این باکتری در آزمایشگاه رشد داده نشده‌است، اما دانشمندان از طریق بررسی میکروسکوپی به درک بهتری از آن رسیده‌اند.

## نامگذاری و کشف
اپیولوپیسوم به معنی "ضیافتِ ماهی" در زبان لاتین علمی از epulum ("جشن" یا "ضیافت") و piscium ("ماهی بزرگ") گرفته شده‌است، چراکه این جاندار درون روده ماهی پیدا شده‌است.
لقب خاص فیشلسونی به خاطر لو فیشلسون، آبزی شناس اسرائیلی متولد لهستان نامگذاری شد. او بخشی از گروهی بود که در سال ۱۹۸۵، حین مطالعه روی روهٔ یک جراح ماهی قهوه ای از دریای سرخ این باکتری را کشف کردند. این نام در سال ۱۹۸۸ توسط مونتگمری (یکی از کاشفان) و پولاک گذاشته شد.
در ابتدا به خاطر اندازهٔ بزرگشان به عنوان آغازی دسته‌بندی شدند، تا زمانی که در سال ۱۹۹۳ بررسی‌های rRNA توسط آنگرت و همکاران ثابت کرد که اپیولوپیسوم‌ها باکتری هستند. مطالعات و تحقیقات آن‌ها رابطهٔ همزیستی آن‌ها با جراح ماهی را نشان داد.

## فیزیولوژی
اپیولوپیسوم یکی از بزرگترین باکتری‌های شناخته شده‌است، حدود ۱۰۰۰ برابر بزرگتر از اشریشیا کولای و باسیلوس سوبتیلیس است. او آنقدر بزرگ هست که در اندازهٔ ۶۰۰ میکرومتر با چشم غیرمسلح دیده می‌شود. با این حال به دلیل بزرگ بودنش باید نسبت سطح به حجم را بدون در نظر گرفتن محیط غنی از موادمغذی اش جبران کند. او همچنین درون خود مکانیسم‌ها و ساختارهای ویژهٔ برای مقابله با این مسئله دارد که در ابتدا تصور می‌شد اندامک باشند. این ساختارها یک قشر درون اپیولوپیسوم شکل می‌دهند که از وزیکول، کپسول و رشته‌هایی ساخته شده‌است که مواد دفعی را انتقال داده و از سلول بیرون می‌دهند.